# Wabash (rzeka)
Wabash (ang. Wabash River, fr. Ouabache) – rzeka w USA o długości 810 km oraz powierzchni dorzecza 85,8 tys. km². Jej źródła znajdują się w jeziorze Grand. Rzeka uchodzi do rzeki Ohio.

## Przypisy

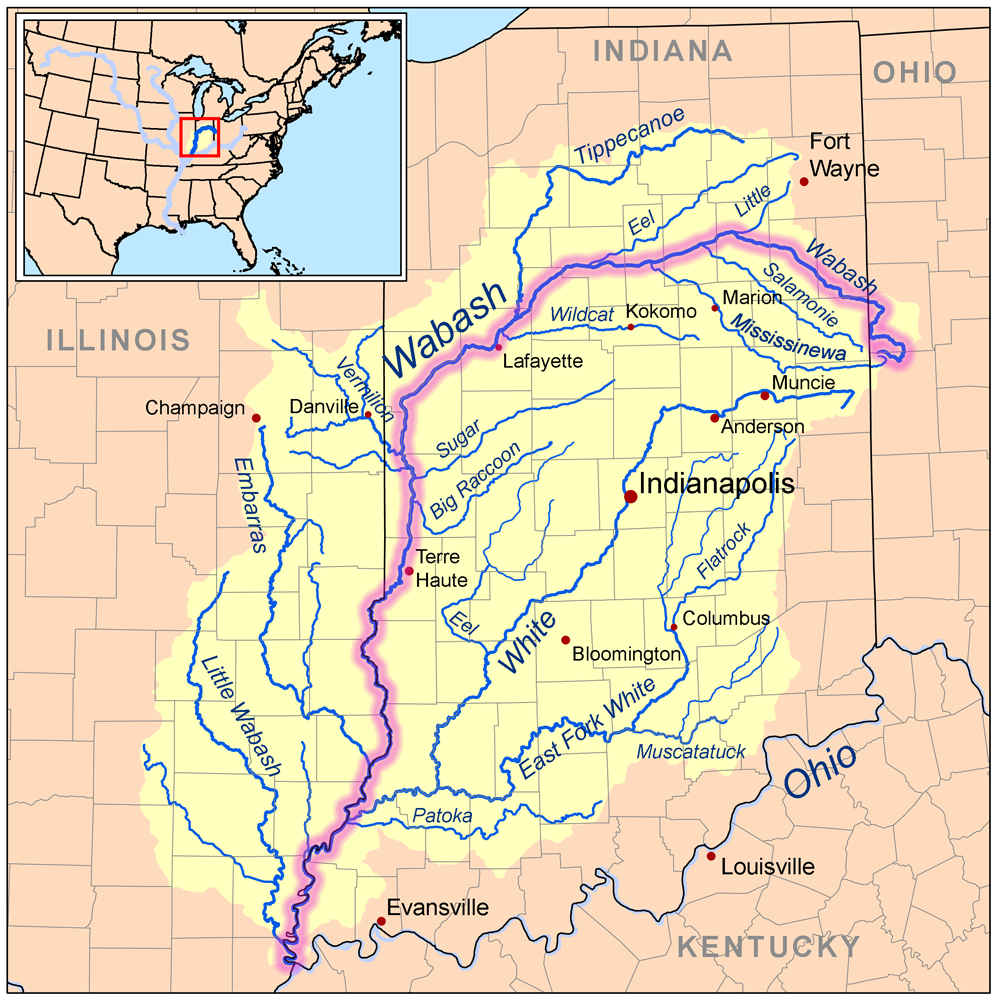
Dorzecze rzeki Wabash